# Parque Estadual dos Três Picos
Der Parque Estadual dos Três Picos (sinngemäße deutsche Übersetzung „Staatspark der drei Gipfel“) ist ein staatliches Schutzgebiet im brasilianischen Bundesstaat Rio de Janeiro.

## Geografie
In diesem Schutzgebiet befinden sich neben dem leicht begehbaren Nebengipfel Cabeça de Dragão (Drachenkopf) die drei namengebenden Granitfelsen Três Picos. Der höchste Gipfel im Park erreicht eine Höhe von 2316 m. Es gibt über 100 verschiedene Kletterrouten um die Gipfel der Granitfelsen zu erreichen. Der Park befindet sich im Gebirgszug Serra do Mar und umfasst eine Fläche von 65.133 Hektar und stellt damit den größten Staatspark im Bundesstaat Rio de Janeiro dar. Er befindet sich in den Gemeinden Cachoeiras de Macacu, Teresópolis, Nova Friburgo, Silva Jardim und Guapimirim. Das Klima ist ganzjährig ein tropisches Regenwaldklima, Klassifikation Af nach Köppen-Geiger.

## Geschichte
Der Três-Picos-Staatspark wurde durch den Erlass Nr. 31.343 am 5. Juni 2002 gegründet. Ziel ist der Schutz des degradierten Mata-Atlântica-Waldes und endemischer und bedrohter Flora und Fauna. Außerdem soll das Quellwasser und Gewässerflächen geschützt werden. Zudem soll der Park als Erholungsraum, Forschungsobjekt und der Umwelterziehung dienen.

## Flora und Fauna
Der Park schützt gut erhaltene Waldformationen der Mata Atlântica. Das Pflanzenkleid variiert von sub-montanen Regenwald bis Nebelwald und alpinen Grasland. Eine Vielzahl von brasilianischen Araukarien (Brasilkiefern) sind im Park zu finden.